# Vella haitiensis
Vella haitiensis là một loài côn trùng trong họ Myrmeleontidae thuộc bộ Neuroptera. Loài này được Smith miêu tả năm 1931.